# MLB 1903
Die MLB-Saison 1903 war die dritte Saison der modernen Ära der Major League Baseball (MLB) und die erste Saison, in der die moderne World Series, bei der die Sieger der American League (AL) und National League (NL) aufeinandertreffen, eingeführt wurde.
Die Boston Americans gewannen erstmals den Titel in der American League und konnten in der Folge auch in der World Series 1903 gegen den Titelträger der National League, die Pittsburgh Pirates, gewinnen. Für die Pirates wiederum war es der dritte NL-Titel in Serie.
Die Baltimore Orioles zogen vor der Saison nach New York um und das Franchise ging unter dem Namen New York Highlanders in der American League an den Start. Die Cleveland Broncos änderten nach nur einem Jahr erneut ihren Namen und traten nun als Cleveland Naps an und die Chicago Orphans benannten sich ab 1903 in Chicago Cubs um.

## Ergebnis zum Saisonende
| Pos | Franchise               | W  | L  | %      | GB  |
| --- | ----------------------- | -- | -- | ------ | --- |
| 1   | Boston Americans        | 91 | 47 | 65,9 % | –   |
| 2   | Philadelphia Athletics  | 75 | 60 | 55,6 % | 14½ |
| 3   | Cleveland Naps          | 77 | 63 | 55,0 % | 15  |
| 4   | New York Highlanders    | 72 | 62 | 53,7 % | 17  |
| 5   | Detroit Tigers          | 65 | 71 | 47,8 % | 25  |
| 6   | St. Louis Browns        | 65 | 74 | 46,8 % | 26½ |
| 7   | Chicago White Stockings | 60 | 77 | 43,8 % | 30½ |
| 8   | Washington Senators     | 43 | 94 | 31,4 % | 47½ |

| Pos | Franchise             | W  | L  | %      | GB  |
| --- | --------------------- | -- | -- | ------ | --- |
| 1   | Pittsburgh Pirates    | 91 | 49 | 65,0 % | –   |
| 2   | New York Giants       | 84 | 55 | 60,4 % | 06½ |
| 3   | Chicago Cubs          | 82 | 56 | 59,4 % | 08  |
| 4   | Cincinnati Reds       | 74 | 65 | 53,2 % | 16½ |
| 5   | Brooklyn Superbas     | 70 | 66 | 51,5 % | 19  |
| 6   | Boston Beaneaters     | 58 | 80 | 42,0 % | 32  |
| 7   | Philadelphia Phillies | 49 | 86 | 36,3 % | 39½ |
| 8   | St. Louis Cardinals   | 43 | 94 | 31,4 % | 46½ |

W = Wins (Siege), L = Losses (Niederlagen), % = Winning Percentage, GB = Games Behind (Rückstand auf Führenden: Zahl der notwendigen Niederlagen des Führenden bei gleichzeitigem eigenen Sieg) 

## Spielerstatistik

### Hitting

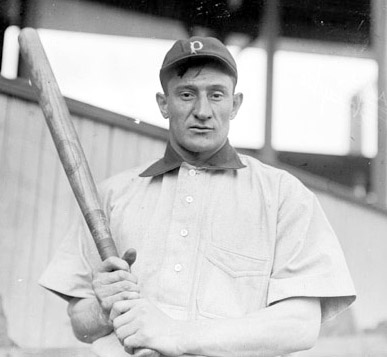
Honus Wagner erreichte 1903 ligaübergreifend den besten Schlagdurchschnitt

| American League | American League | American League | American League | National League | National League             | National League | National League |
| Stat            | Spieler         | Team            | Total           | Stat            | Spieler                     | Team            | Total           |
| --------------- | --------------- | --------------- | --------------- | --------------- | --------------------------- | --------------- | --------------- |
| AVG             | Nap Lajoie      | CLE             | .344            | AVG             | Honus Wagner                | PIT             | .355            |
| HR              | Buck Freeman    | BOS             | 13              | HR              | Jimmy Sheckard              | BRO             | 8               |
| RBI             | Buck Freeman    | BOS             | 104             | RBI             | Sam Mertes                  | NYG             | 104             |
| R               | Patsy Dougherty | BOS             | 107             | R               | Ginger Beaumont             | PIT             | 137             |
| H               | Patsy Dougherty | BOS             | 195             | H               | Ginger Beaumont             | PIT             | 209             |
| SB              | Harry Bay       | CLE             | 45              | SB              | Jimmy Sheckard Frank Chance | BRO CHC         | 67              |

### Pitching
| American League | American League | American League | American League | National League | National League   | National League | National League |
| Stat            | Spieler         | Team            | Total           | Stat            | Spieler           | Team            | Total           |
| --------------- | --------------- | --------------- | --------------- | --------------- | ----------------- | --------------- | --------------- |
| W               | Cy Young        | BOS             | 28              | W               | Joe McGinnity     | NYG             | 31              |
| W-L %           | Cy Young        | BOS             | 75,7 %          | W-L %           | Sam Leever        | PIT             | 78,1 %          |
| ERA             | Earl Moore      | CLE             | 1,74            | ERA             | Sam Leever        | PIT             | 2,06            |
| K               | Rube Waddell    | PHA             | 302             | K               | Christy Mathewson | NYG             | 267             |
| IP              | Cy Young        | BOS             | 341,2           | IP              | Joe McGinnity     | NYG             | 434             |

## World Series

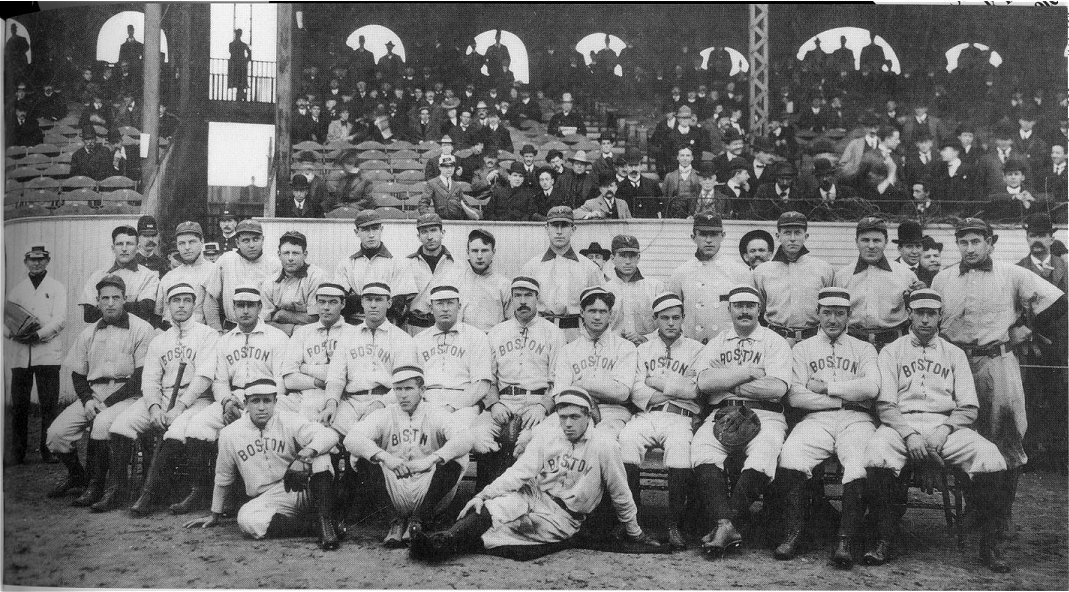
Gemeinsames Foto der beiden Finalisten aus Boston und Pittsburgh

| Spiel              | Datum            | Gast       | Score | Heim       | Score | Gesamtstand (PIT-BOS) | Ballpark                  | Zuschauer |
| ------------------ | ---------------- | ---------- | ----- | ---------- | ----- | --------------------- | ------------------------- | --------- |
| 1                  | 01. Oktober 1903 | Pittsburgh | 7     | Boston     | 3     | 1-0                   | Huntington Avenue Grounds | 16.242    |
| 2                  | 02. Oktober 1903 | Pittsburgh | 0     | Boston     | 3     | 1-1                   | Huntington Avenue Grounds | 09.415    |
| 3                  | 03. Oktober 1903 | Pittsburgh | 4     | Boston     | 2     | 2-1                   | Huntington Avenue Grounds | 18.801    |
| 4                  | 06. Oktober 1903 | Boston     | 4     | Pittsburgh | 5     | 3-1                   | Exposition Park           | 07.600    |
| 5                  | 07. Oktober 1903 | Boston     | 11    | Pittsburgh | 2     | 3-2                   | Exposition Park           | 12.322    |
| 6                  | 08. Oktober 1903 | Boston     | 6     | Pittsburgh | 3     | 3-3                   | Exposition Park           | 11.556    |
| 7                  | 10. Oktober 1903 | Boston     | 7     | Pittsburgh | 3     | 3-4                   | Exposition Park           | 17.038    |
| 8                  | 13. Oktober 1903 | Pittsburgh | 0     | Boston     | 3     | 3-5                   | Huntington Avenue Grounds | 07.455    |
| Boston gewinnt 5-3 |                  |            |       |            |       |                       |                           |           |